# جین بوروترا
 جین بوروترا (فرانسوی: Jean Borotra‎؛ زاده ۱۳ اوت ۱۸۹۸ درگذشته ۱۷ ژوئیهٔ ۱۹۹۴) یک تنیس‌باز اهل فرانسه بود.